# Theda Tappen
Theda Tappen (* 7. August 1876 in Goslar; † 8. Mai 1963 in Goslar) war eine deutsche Heimatforscherin, Stadtarchivarin und Priorin des Stifts Neuwerk.

## Leben
Theda Tappen wurde 1876 in Goslar als Tochter des dortigen Bürgermeisters Theodor Tappen geboren. Sie war seit 1914 Mitarbeiterin des Goslarer Stadtarchivs und übernahm, ohne besonderen Studienabschluss, 1931 als Nachfolgerin von Wilhelm Wiederhold dessen Leitung. Ihre Verdienste liegen in der Erhaltung der Archivbestände während des Zweiten Weltkriegs und in der Nachkriegszeit. Dafür wurde sie später mit dem Bundesverdienstkreuz geehrt.
Als Tappens wichtigste Arbeit gilt das Orts-, Personen- und Sachregister zum V. Band des Goslarer Urkundenbuches. Es wurde anlässlich ihres 80. Geburtstags publiziert.
Auf Grundlage der Forschungen von Theda Tappen entwickelte Curt Langer (vor 1961) eine Theorie zur spätgotischen Künstlerpersönlichkeit Hans Witten, wonach es sich bei dem Künstler eigentlich um zwei verschiedene Künstler dieser Zeit gehandelt haben soll, nämlich den Maler Hans von Köln und den Bildhauer und Holzschnitzer Hans Witten.
Tappen war lange Zeit als Privatsekretärin für die in Berlin und Goslar lebende Politikerin (DVP), Unternehmerin und Salondame Katharina von Kardorff-Oheimb tätig. Sie selbst war Mitglied der DNVP. Theda Tappen starb im Mai 1963 im Alter von 86 Jahren in ihrer Heimatstadt.

## Schriften (Auswahl)
- mit Karl Bormann: Katalog der Marktkirchen-Bibliothek zu Goslar. Geibel, Hannover 1911.
- Goslarer Bürgerlisten vor 1600. I: Liste 1590- 1599. In: Zeitschrift für Niedersächsische Familienkunde 29, 1938, S. 38–49.
- Meierbuch des Domstiftes in Goslar. Geschichts- und Heimatschutzverein, Goslar  1951.